# 키무라 후미노
키무라 후미노(일본어: 木村 文乃 기무라 후미노[*], 1987년 10월 19일~)는 일본의 여배우이다.

## 내력
2004년, DHC 영화 《아단》 여주인공 오디션에서 응모자 3,074명 중 선택되어 데뷔했다.
2014년, 제38회 엘란도르상 신인상 수상했다.

### 소속 사무소 편력
오피스 타카→프런티어 엔터테인먼트→트라이스톤 엔터테인먼트.

## 수상
- 제38회 엘란도르상 신인상
- 제18회 닛칸 스포츠 드라마 그랑프리 조연 여우상
- 제4회 베스트 뷰티스트 어워드

## 출연

### 영화
- 바람의 다두 (2006년, 카도카와 헤럴드 영화) - 주연·아사노 아유미 역
- 아단 (2006년, 도쿄 테아트르) - 주연·아단 역
- Paradise Kiss (2011년, 워너 브라더스 영화)
- RUN60 (2011년, 유니버설 J) - 마키 역
- 스키야키 (2011년, 쇼게이트) - 시오리 역
- 눈을 감고 기라기라 (2011년, 닛카츠) - 요시무라 미유키 역
- 라모 트립 〈자양 돌리〉 (2012년, 도쿄 예술 대학) - 이지치 마리 역
- 포테이토칩 (2012년, 쇼게이트) - 오오니시 와카바 역
- 오늘, 사랑을 시작합니다 (2012년, 토호) - 나나 역
- 우리의 교환일기 (2013년, 쇼게이트) - 우다가와 마이코 역
- 상경 이야기 (2013년, 팬텀 필름)
- 모든 것은 너를 만났기 때문 〈원거리 연애〉 (2013년, 워너 브라더스 영화) - 야마구치 유키나 역
- 작은 집 (2014년, 쇼치쿠) - 유키 역
- 니시노 유키히코의 사랑과 모험 (2014년, 토호 영상 사업부) - 타마 역
- 태양이 앉는 자리 (2014년, 팬텀 필름) - 스즈하라 쿄코 역
- 입술에 노래를 (2015년, 아스믹 에이스) - 마츠야마 하루코 역
- 이니시에이션 러브 (2015년, 토호) - 이시마루 미야코 역
- 피스 오브 케이크 (2015년, 쇼게이트) - 나나코 역
- 십자가 (2016년, 아이에스 필드) - 나카가와 사유리 역
- 스캐너 기억의 조각을 읽는 남자 (2016년, 토에이) - 사와무라 유키에 역
- RANMARU 신의 혀를 가진 남자 (2016년, 쇼치쿠) - 카메칸보 히카루 역
- 추억 (2017년)
- 양의 나무 (2018년, 아스믹 에이스) - 이시다 아야 역
- 페이블 (2019년, 쇼치쿠) - 요코 역
- 키시베 로한 루브르에 가다 (2023년 5월 26일, 아스믹 에이스) - 나나세 역

### 드라마
- 대하드라마 공명의 갈림길 제46 ~ 47회 (2006년 11월 19일 ~ 26일, NHK) - 오쿠미야의 딸 역
- 도쿄 대공습 제1밤 (2008년 3월 17일, 닛폰 TV)
- 히로에의 이정표 제6화 (2008년 8월 12일, TV 오사카/오사카 전기 통신 대학) - 코유키(네코마타) 역
- 연속 TV 소설 (NHK)
  - 단단 (2008년 9월 ~ 2009년 3월) - 스즈노 역
  - 우메 짱 선생님 제10 ~ 최종주 (2012년 6월 ~ 9월) - 노지마(시모무라) 시즈코 역
    - 우메 짱 선생님~결혼 못하는 남자와 여자 스페셜~ (2012년 10월 13일·20일, NHK BS 프리미엄) - 시모무라 시즈코 역
- 여름의 사랑은 무지개색으로 빛난다 제4화 (2010년 8월 9일, 후지 TV) - 유키 역
- 퍼펙트 리포트 제4화 (2010년 11월 7일, 후지 TV) - 우치노 노리코 역
- 하나와가의 네자매 제1화 (2011년 7월 10일, TBS) - 아이모토 미야 역
- 정말로 있었던 무서운 이야기 여름 특별편 2011 〈악몽의 13일〉 (2011년 9월 3일, 후지 TV) - 카시와다 하루미 역
- 꿀맛~A Taste Of Honey~ (2011년 10월 ~ 12월, 후지 TV) - 라이 요카 역
- 슈쿠죠~shukujo~ Season3 (2011년 10월 ~ 2012년 2월, NHK)
- 악녀들의 메스 (2011년 12월 9일, 후지 TV) - 미하라 치카게 역
  - 악녀들의 메스 episode2 (2012년 12월 21일)
- 드라마 스페셜 경찰청 실종자 수사과 (2011년 12월 24일, TV 아사히/아사히 방송) - 미우라 미치 역
- RUN60 제1장 (2012년 4월 ~ 5월, MBS) - 마키 역
- ATARU CASE04 (2012년 5월 6일, TBS) - 스즈하라 리코 역
- MEGAQUAKE 거대 지진 II 제3회 〈그때 어떻게 돼?〉 (2012년 6월 9일, NHK) - 카와구치 사오리 역
- 방과 후는 미스터리와 함께 5회 겉/속 (2012년 6월 18일 ~ 25일, TBS) - 노다 에이코 역
- 나니와 소년탐정단 (2012년 7월 ~ 9월, TBS) - 하루나 미카 역
- 검은 여교사 (2012년 7월 ~ 9월, TBS) - 아오야기 하루카 역
- 도로쿠타~어느 날, 나는 마을에서 단 한명의 의사가 되었다~ (2012년 9월 16일·23일, NHK BS 프리미엄)
- 늦게 피는 해바라기~나의 인생, 리뉴얼~ (2012년 10월 ~ 12월, 후지 TV) - 이마이 하루나 역
- 소돔의 사과~롯을 죽인 딸들 (2013년 3월 ~ 4월, WOWOW) - 시타라 마리 역
- 구름계단 (2013년 4월 ~ 6월, 닛폰 TV) - 타사카 아키코 역
- 흔들리는 소 (2013년 6월 ~ 7월, WOWOW) - 타가와 코즈에 역
- 오늘은 안녕 (2013년 8월 24일, 닛폰 TV) - 타나베 에츠코 역
- 변신 인터뷰어의 우울 (2013년 10월 ~ 12월, TBS) - 카히야마 리카 역
- 시계방 아가씨 (2013년 11월 18일, TBS/BS-TBS) - 쿠니키 치카코 역
- 하세가와 마치코 이야기~사자에 상이 태어난 날~ (2013년 11월 29일, 후지 TV) - 하세가와 요코 역
- 내일, 엄마가 없어 (2014년 1월 ~ 3월, 닛폰 TV) - 미즈사와 카나이 역
- 검은 복음~국제선 스튜어디스 살인사건~ (2014년 1월 19일, TV 아사히) - 이쿠타 세츠코 역
- 기묘한 이야기 '14 봄 특별편 〈니트한 그와 큐트한 그녀〉 (2014년 4월 5일, 후지 TV) - 이츠키 미유/MM-2020α 역
- 왜 소녀는 기억을 잃지 않으면 안 되었던 것일까?~마음의 과학자·나루미 사쿠의 도전~ (2014년 10월 1일, 닛폰 TV) - 아비코 미오리 역
- 멋진 선TAXI 제3화 (2014년 10월 28일, 칸사이 TV) - 코자이 마리나 역
- 쩐의 전쟁 (2015년 1월 ~ 3월, 칸사이 TV) - 아오이케 코즈에 역
- 마더 게임~그녀들의 계급~ (2015년 4월 ~ 6월, TBS) - 주연·칸바라 키코 역
- 돌의 고치 살인 분석반 (2015년 8월 ~ 9월, WOWOW) - 주연·키사라기 토코 역
  - 수정의 고동 살인 분석반 (2016년 11월 ~ 12월)
- 사이렌 형사×그녀×완전 악녀 (2015년 10월 ~ 12월, 칸사이 TV) - 이노쿠마 유키 역
- 방송 90년 대하 판타지 〈정령의 수호자〉 (2016년 3월 ~ , NHK)
- 신의 혀를 가진 남자 (2016년 7월 ~ 9월, TBS) - 카메칸보 히카루 역
- A LIFE~사랑스러운 사람~ (2017년 1월 ~ 3월, TBS) - 시바타 유키 역

### 무대
- 불귀의 첫사랑, 에비나 SA (2012년 9월 29일, DDD AOYAMA CROSS THEATER) - 미사키 역
- 나를 보내지 마 (2014년 4월 ~ 6월)

## 서적

### 사진집
- 후미노 (2013년 11월 9일, 와니 북스) ISBN 978-4847045943